# Wilhelm Pieck

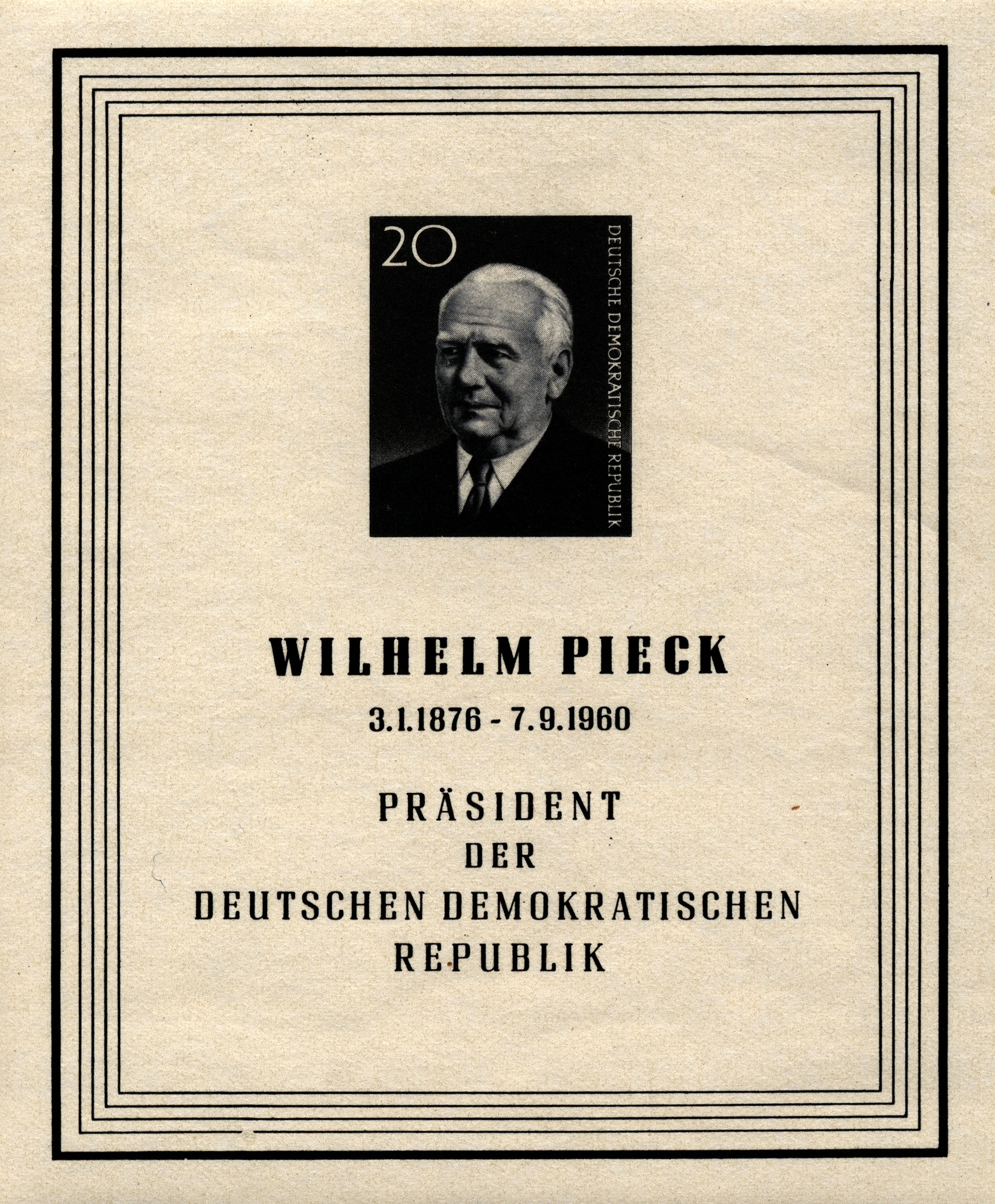
Známka vydaná po úmrtí W. Piecka

Friedrich Wilhelm Reinhold Pieck (3. ledna 1876 Guben – 7. září 1960 Berlín) byl německý komunista a první a jediný prezident Německé demokratické republiky.

## Životopis
Wilhelm Pieck se narodil do rodiny kočího ve východní části Gubenu v Německu, což je dnešní město Gubin v Polsku. Ač původně navštěvoval školu, aby se stal tesařem, souhra světových událostí, ovlivnění ideologií a jeho politické ambice vedly Piecka k tomu, že vedl život politického aktivismu.
V roce 1894 Pieck jako tesař vstoupil do federace pracovníků se dřevem, která ho směrovala k tomu, aby následující rok vstoupil do Německé sociálně demokratické strany (SPD). V roce 1899 se Pieck stal předsedou místního okrsku strany a v roce 1906 se stal sekretářem SPD na plný úvazek. Ačkoliv většina SPD podporovala německou účast v první světové válce, Pieck byl členem levého křídla strany, které bylo proti válce. Pieckova otevřenost v tomto názoru vedla k jeho uvěznění a umístění do vojenského žaláře. Poté, co byl propuštěn, žil Pieck krátce v Amsterdamu. Po svém návratu do Berlína v roce 1918 vstoupil do nově vytvořené Komunistické strany Německa (KPD).
V roce 1929 opakovaně navštívil Československo, kdy jako říškoněmecký komunistický poslanec mluvil na několika komunistických volebních schůzích před blížícími se parlamentními volbami (říjen 1929). Vyzýval dělnictvo k demonstracím a na základě toho mu byl zakázán vstup na území Československa.
Dne 22. října 1929 byl před svou plánovanou přednáškou „o programu pracujícího lidu a krizi kapitalismu“ v Chodově zadržen a četnickou eskortou vyhoštěn přes hraniční přechod Bublava z území Československa.
V roce 1933 poté, co převzala moc nacistická strana, odešel Pieck z Německa do Francie a v roce 1935 se přestěhoval do Moskvy. Tam působil v různých funkcích v Komunistické straně. V letech 1938 až 1943 zastával místo generálního sekretáře Komunistické internacionály. Roku 1943 byl Pieck mezi zakladateli Národního výboru svobodného Německa (NKFD), který plánoval budoucnost Německa po druhé světové válce. Na konci války v roce 1945 se Pieck vrátil do Německa s vítěznou Rudou armádou.
V roce 1949 byl Pieck zvolen prezidentem nově založené Německé demokratické republiky (NDR). Pieck sloužil ve funkci jediného prezidenta NDR až do své smrti v roce 1960; poté byl úřad prezidenta zrušen a funkci hlavy státu převzala kolektivní instituce označovaná jako státní rada (Staatsrat). Své postavení v politice si Pieck udržoval díky Stalinově důvěře v něj.
Pieck žil na adrese Majakowskiring 29, Pankow, Východní Berlín.

## Působení Pieckovy dcery
Pieckova dcera Elly Winterová (1898–1987) zastávala různé funkce v SED a vládě Východního Německa.

## Dílo
Socialismus – budoucnost světa (v originále německy Der Vormarsch zum Sozialismus) – českým čtenářům bylo poprvé představeno překladem Ladislava Štolla z roku 1935 s podtitulem Doslovné znění zprávy o činnosti Exekutivy komunistické internacionály, kterou podal v plenu VII. světového kongresu komunistické internacionály dne 26. července 1935.

## Odkaz v Československu
Jméno prezidenta NDR neslo od roku 1980 výběrové (talentové zkoušky) Gymnázium Wilhelma Piecka ve stejnojmenné ulici č. 2, na Praze 2, zaměřené na matematiku, fyziku a cizí jazyky (tzv. „Píkárna”). Po revoluci v roce 1989 bylo jméno ulice i gymnázia změněno na Korunní. Roku 1993 bylo gymnázium přestěhováno do Zborovské ulice a od roku 1999 nese název Gymnázium Christiana Dopplera. V původní budově sídlí Arcibiskupské gymnázium.